# Sauracris zinae
Sauracris zinae är en insektsart som beskrevs av Popov, G.B. 1959. Sauracris zinae ingår i släktet Sauracris och familjen gräshoppor. Inga underarter finns listade i Catalogue of Life.